# 土田友梨
土田 友梨（つちだ ゆり、1997年10月31日 - ）は、神奈川県横須賀市出身のダンサー。クリスタルチルドレンクリスタルズ・ピース×ピースのメンバー。エイベックス・アーティスト・アカデミー所属。

## 人物
- 愛称:ユリ
- 血液型:A型
- 趣味:ダンス・ピアノ

## 経歴
- キューティー☆マミー「ミッキーマウスマーチ」バックダンサー（PVにも出演）
- m-flo loves MINMI「Lotta Love」PVバックダンサー
- ブルボン「くだものいっぱいゼリー」CM出演
- a-nation'07東京会場アクトダンサー
- TRF15th　anniversary MEMORIES ツアー東京公演キッズダンサー
- NHKみんなのうた「クリスタルチルドレン」ダンサー（クリスタルウィンズ）として活動中
- a-nation'08東京会場アクトダンサー
- 2008年11月5日発売DVD「みんなで踊ろうクリスタルチルドレン」出演
- DANCEユニット「COLLINS」・「Syle of Emperor」のメンバーとして各種イベント&コンテスト出場
- 2008年12月・Style of Emperor「VARIOUS vol.2」グランプリ受賞
- 2009年1月・Collins「雷蛇杯」クラフトワークス賞（主催者賞）受賞
- 2009年2月・Style of Emperor「Girls 舞遊伝」第3位入賞
- 2009年2月・「ダンススタイルキッズ」モデル第1期生
- 2009年8月・a-nation'09東京会場アクトダンサー出演